# گیمر نتورک
گیمر نتورک (به انگلیسی: Gamer Network) یک رسانه گروهی است که در برایتون مستقر است. که در سال ۱۹۹۹ توسط برادران لومان تأسیس شد. برندهای زیر مجموعه آن سایت‌هایی در رابطه با خبرنگاری بازی‌های ویدئویی هستند. مشهورترین وبسایت متعلق به آن یوروگیمر است که همراه با تأسیس کمپانی فعالیت خود را آغاز کرد.

## برندهای زیرمجموعه

### وبسایت‌های نقد و بررسی
- دایس بریکر - یک وبسایت نقد بازی که در اوت ۲۰۱۹ توسط گیمر نتورک مشغول به کار شد.[۱]
- یوروگیمر - برترین محصول گیمر نتورک برای اخبار بازی ویدئویی است؛ که در سال ۱۹۹۹ به همراه کمپانی فعالیت خود را آغاز کرد.[۲]
- گیم‌اینداستری. بیز - یک وبسایت که روی جنبه‌های تجاری صنعت بازی ویدئویی تمرکز دارد؛ و بعد از یوروگیمر در سال ۲۰۰۲ تأسیس شد.[۳]

## وب سایت‌های شریک
- نینتندو لایف (Nintendo Life) – وب‌سایتی متمرکز بر اخبار و بررسی‌های محصولات نینتندو، از جمله بازی‌های ویدیویی و نرم‌افزار که تحت تملک شرکت Nlife Media قرار دارد. این بخش شامل نینتندو سوئیچ، وی یو، وی، نینتندو ۳دی‌اس، نینتندو دی‌اس‌آی، وی‌ویر، دی‌اس‌آی‌ویر و بازی‌های کلاسیک کنسول مجازی می‌شود. این شرکت در اواخر سال ۲۰۰۵ تأسیس شد، سایت‌های وی‌ویر ورلد و ویچرال کنسول ریویوز را در آوریل ۲۰۰۹ خریداری کرد و در سال ۲۰۱۱ با گیمر نتورک شریک شد. در سال ۲۰۱۵ این سایت کانال یوتیوب خود را برای دریافت محتوای منظم گسترش داد.[۴][۵][۶][۷][۸]
- پوش اسکوئر (Push Square) – وب سایتی متمرکز بر اخبار بازی‌های پلی استیشن. در سال ۲۰۱۲ توسط نینتندو لایف و سامی بارکر راه اندازی شد.[۹]
- پیور ایکس‌باکس (Pure Xbox) – وب سایتی متمرکز بر اخبار بازی‌های ایکس‌باکس است که در سال ۲۰۲۰ توسط NLife Media راه اندازی شد.[۱۰][۱۱][۱۲]
- رُد تو وی‌آر (Road to VR) – یک وب سایت خبری بازی‌های ویدیویی با تأکید بر واقعیت مجازی. توسط بن لنگ در سال ۲۰۱۱ راه اندازی شد و در سال ۲۰۱۷ با گیمر نتورک شریک شد.[۱۳][۱۴]
- ویدئو گیمز کرونیکل (Video Games Chronicle، کوته‌نوشت: VGC) – دنباله معنوی مجلهٔ کامپیوتر اند ویدئو گیمز. با همکاری گیمر نتورک در سال۲۰۱۹ توسط تیمی به رهبری اندی رابینسون راه اندازی شد.[۱۵]

### دیگر
- ماد دی‌بی (Mod DB) – یک وب سایت پایگاه داده برای اصلاحات بازی‌های ویدیویی؛ در سال ۲۰۰۲ راه اندازی شد و در سال ۲۰۱۵ با گیمر نتورک شریک شد.[۱۶][۱۷]
- ایندی دی‌بی (Indie DB) – یک سایت خواهر برای ماد دی‌بی که بازی‌های مستقل را پوشش می‌دهد. این سایت توسط ماد دی‌بی در سال ۲۰۱۰ راه اندازی شد و در سال ۲۰۱۵ با گیمر نتورک در کنار ماد دی‌بی شریک شد.[۱۶][۱۸]